# كليمنت كازاليه
كليمنت كازاليه (بالإنجليزية: Clement Cazalet)‏ مواليد 16 يوليو 1869 في سري - الوفاة 23 مارس 1950 في هارو، لندن، كان لاعب كرة مضرب بريطاني. سبق أن شارك في دورة الألعاب الأولمبية الصيفية. تلقى تعليمه في كلية الثالوث (كامبريدج).

## الميداليات
| الميدالية | المسابقة                       |
| --------- | ------------------------------ |
| برونزية   | الألعاب الأولمبية الصيفية 1908 |

## روابط خارجية
- كليمنت كازاليه على موقع رابطة محترفي التنس (الإنجليزية)
- كليمنت كازاليه على موقع الاتحاد الدولي لكرة المضرب (الإنجليزية)
- كليمنت كازاليه على موقع بطولة ويمبلدون (الإنجليزية)
- كليمنت كازاليه على موقع أوليمبيديا (الإنجليزية)